# Гусев, Владимир Яковлевич
Владимир Яковлевич Гусев (1858—1926) — русский военачальник, генерал-лейтенант. Участник русско-турецкой войны 1877—1878 годов, похода в Китай 1900—1901 годов, русско-японской войны 1904—1905 годов, первой мировой войны и гражданской войны в России.

## Биография
Образование получил в Московской военной гимназии (1875). В службу вступил 06.09.1875. Окончил 3-е военное Александровское училище (1877). Выпущен Прапорщиком (22.05.1877) в 41-ю артиллерийскую бригаду.
Участник русско-турецкой войны 1877—1878 гг. Подпоручик (18.12.1878). Поручик (20.12.1879). Штабс-Капитан (19.11.1886). Капитан (25.03.1894; за отличие).
Подполковник (25.02.1900). Командир 5-й горной батареи 1-й Восточно-Сибирской артиллерийской бригады (с 25.02.1900). Участник похода в Китай 1900—1901 гг. Командир 7-й батареи 1-й Восточно-Сибирской артиллерийской бригады (23.08.1901-23.01.1904).
Участник русско-японской войны 1904—1905 гг. В бою на р. Ялу 16.04.1904 у Амбихе и Шогопудзы был контужен (позже состоял под покровительством Александровского комитета о раненых 2-го класса). Состоял в распоряжении командующего 1-й Манчжурской армией (с 10.01.1905). Командир 1-й Восточно-Сибирской горной батареи (с 31.01.1905). Полковник (пр. 23.11.1905; ст. 16.04.1904; за боевые отличия).
Состоял в распоряжении Главного артиллерийского управления (с 17.08.1905). Командир 3-го Восточно-Сибирского горного артиллерийского дивизиона (с 08.03.1907). Генерал-майор (23.11.1908; за отличие). Командир 2-й Восточно-Сибирской стрелковой артиллерийской бригады (23.11.1908-25.07.1910). Командир 34-й артиллерийской бригады (с 25.07.1910).
И.д. инспектора артиллерии 8-го армейского корпуса (24.01.1914-21.10.1915). Генерал-лейтенант (пр. 12.12.1914; ст. 30.08.1914; за боевые отличия) с утверждением в должности. Позже зачислен в резерв чинов и уволен в отставку.
Участник Белого движения на востоке России. 20.05.1919 допущен к исполнению должности начальника артиллерии Приамурского ВО (утвержден в должности 14.06.1919). 04.09.1920 зачислен в Резерв до увольнения в отставку и ассигнования пенсии. Умер в Харбине. Похоронен там же на Новом Успенском кладбище.

## Награды
- орден Святого Владимира 4-й степени с мечами и бантом (1878)
- орден Святого Станислава 3-й степени (1896)
- орден Святой Анны 3-й степени с мечами (06.08.1900)
- орден Святого Станислава 2-й степени с мечами (01.05.1901)
- орден Святого Владимира 4-й степени с мечами и бантом (01.07.1901)[1]
- орден Святой Анны 2-й степени с мечами (14.10.1903)
- орден Святого Владимира 3-й степени (06.12.1912)
- орден Святого Станислава 1-й степени с мечами (19.12.1914)
- орден Святой Анны 1-й степени с мечами (03.03.1915)
- орден Святого Владимира 2-й степени с мечами (22.10.1915)
- Золотое оружие «За храбрость» (26.02.1903)